# Сосиас, Марко
 Ма́рко Соси́ас (исп. Marco Socías; род. 6 июня 1966, Малага) — испанский гитарист.

## Биография
Рос в семье пианистов, причем его отец был самым молодым профессором музыки в Испании. Мать и сестра также преподают фортепиано. Первое музыкальное образование получил в Малаге. Посещал занятия выдающихся гитаристов В Испании и Кёльне, в Музыкальной школе этого города. В 21 год тоже стал самым молодым профессором музыки в Испании.

## Награды и достижения
Среди наград есть такие престижные, как первая премия международного конкурса Инфанты Кристины и Международного конкурса в Гарньяно (Италия).
Выступал с концертами в музыкальных залах Амстердама, Берлина, Вены, Мадрида и пр.
Записал 8 дисков, в основном испанской музыки.
Хоакин Родриго так говорил о его исполнении своих произведений:

«Новые записи моих произведений всегда вызывают во мне чувство радости. Но в случае этого молодого исполнителя эта радость превращается в восторг. Марко Сосиас предлагает глубокую и волнующую интерпретацию моих самых известных вещей, демонстрируя истинную музыкальность и мощную технику». 
Сейчас преподает в Высшей музыкальной школе Страны Басков в Сан-Себастьяне.
В Москве побывал в 2004 году, с концертом и мастер-классом.